# Paquistão nos Jogos Olímpicos de Verão de 1976
O Paquistão competiu nos Jogos Olímpicos de Verão de 1976, realizados em Montreal, Canadá.